# Liste des jacobins proscrits le 5 janvier 1801
La liste des jacobins proscrits le 5 janvier 1801 est une liste de proscription de 133 noms, censés appartenir à l'opposition jacobine, établie par Joseph Fouché, ministre de la Police, après l'attentat perpétré contre le Premier consul à Paris le 3 nivôse an IX (24 décembre 1800). Bien que la police de Fouché ait finalement établi que les véritables coupables étaient les royalistes, le gouvernement consulaire oriente la répression en direction des républicains « exclusifs », car c'est un moyen de décapiter l'opposition de gauche. Par précaution, ils ne sont pas condamnés pour leur participation supposée dans l'affaire de la rue Saint-Nicaise, mais au nom du salut public. Toutefois, la mesure suscite l'opposition du Tribunat, qui y est farouchement hostile, et du Corps Législatif, qui se montre peu enthousiaste. Soumise au conseil d'État, cette liste est, sur la suggestion de Talleyrand, soumise au vote du Sénat conservateur, assemblée plus docile dont les délibérations ont l'avantage d'avoir lieu à huis clos, qui la ratifie par un sénatus-consulte le 15 nivôse an IX (5 janvier 1801).
La liste comprend des députés, des généraux et des « gens obscurs » désignés sous l'« épithète de septembriseurs » pour rendre odieuse la masse des jacobins et confondre « l'homme couvert de sang avec le simple partisan de la République ».
71 militants révolutionnaires partent de Paris le 12 et le 16 janvier en direction de Nantes. Sur les 39 hommes du premier convoi, un est gracié in extremis. Les 38 autres sont déportés vers les Seychelles à bord de la corvette La Flèche dans les premiers jours de pluviôse an IX (fin janvier 1801) ; les 32 hommes du second convoi montent à bord de la frégate La Chiffonne le 23 germinal (13 avril). Parmi ces hommes, on compte Mathurin Bouin, Fournier l'Américain ou Jean Antoine Rossignol. Ils arrivent le 22 messidor (11 juillet), après 89 jours de traversée,.
Les soixante autres sont emprisonnés aux îles de Ré et d'Oléron et au fort de Joux, comme Félix Lepeletier, Charles de Hesse ou Michel-Louis Talot. À Oléron, ils retrouvent notamment les déportés babouvistes de l'an V (Blondeau, Buonarroti, Cazin, Germain, Moroy), transférés de Cherbourg en l'an VIII. Parmi eux, une quarantaine de jacobins, comprenant 4 condamnés de la conspiration des Égaux, sont déportés en Guyane, notamment le général Argoud, Hugues Destrem, Étienne Michel et Jean-Louis-Marie Villain d'Aubigny. Embarqués à bord de La Cybèle à Rochefort le 11 ventôse an XII (2 mars 1804), ils arrivent à Cayenne le 20 germinal (10 avril 1804).

## Liste des proscrits

### A-C
- Louis André (marchand de vin)
- André-Antoine-Côme Bailly
- Jean-François Barbier (employé aux hôpitaux militaires, déporté aux Seychelles)
- Laurent Barlois[7] (Laurent Burloy, membre du cercle constitutionnel du faubourg Antoine en l'an VI, arrêté aux Blancs-Manteaux le 17 nivôse, libéré le 9 frimaire[8])
- Baudray (« rue de Marivaux », déporté en Guyane[9])
- Bescher (« rue de la Pépinière », instituteur)
- Boisjolly, dit Chrétien
- Antoine Boniface (ex-geôlier du Temple, déporté aux Seychelles)
- Adrien-Antoine Bormans (marchand bottier)
- Mathurin Bouin[10] (ouvrier en bas, rue de la Cossonnerie, âgé de 33 ans en l'an II, né à Angers, marié à une blanchisseuse et père de famille, commissaire civil en 1791 et 1792, membre de la société fraternelle des Halles, juge de paix de la Section des Marchés après la journée du 10 août 1792, destitué le 4 frimaire an III ; dénoncé en pluviôse an III, arrêté le 18 ; libéré le 25 floréal, au lendemain de l'envoi d'une attestation en sa faveur du représentant Nicolas Maure ; arrêté le 5 prairial, libéré le 8 messidor, arrêté le 22, renvoyé devant l'officier de police de son arrondissement le 29 fructidor ; abonné au Tribun du peuple, agent babouviste du 4e arrondissement, condamné à la déportation par contumace par la cour de Vendôme, puis, s'étant constitué prisonnier, acquitté par le tribunal criminel de la Seine et libéré ; membre du club du Manège en l'an VII, employé au bureau des émigrés du ministère de la Police ; réformé en brumaire an VIII ; arrêté le 18 nivôse chez Monnier, son ami, déporté aux Seychelles et mort à Anjouan le 14 floréal an X[11])
- Jacques Brabant (cordonnier, 7, rue des Fossés, âgé de 28 ans en l'an II ; inspecteur de police ; arrêté le 7 prairial an III sous l'accusation d'avoir tenu des propos contre les marchands le 1er ; libéré le 8 thermidor par jugement de la commission militaire et réarmé le 3 fructidor ; porté au senatus-consulte comme « exclusif prononcé », déporté aux Seychelles, mort à Anjouan le 13 floréal an X[12])
- Jean-Michel Brisevin (enfermé au fort de Joux ; né à Château-Thierry, il est tourneur en bois au faubourg Saint-Antoine, électeur à la section des Quinze-Vingts depuis 1791)
- Brochet (« rue du Vieux-Colombier »)
- Pierre-Maurice Cardinaux (traiteur, rue Saint-Jacques, ex-commissaire du Comité révolutionnaire de la section du Panthéon-Français, 38 ans en 1791, déporté aux Seychelles, où il fait souche)
- Pierre Carrette
- Joachim Ceyrat (« président aux Massacres de Septembre », né à Clermont-Ferrand en 1752, installé à Paris vers 1775[13], avocat, professeur de physique et de mathématiques ; commissaire de police et électeur en 1790, juge de paix d'août 1792 à pluviôse an III, membre de la Société populaire de sa section ; employé à la commission des secours en l'an III, arrêté le 6 prairial sous l'accusation « d'avoir pris part aux massacres de septembre et d'avoir organisé les massacres aux Carmes » ; acquitté par le tribunal criminel le 23 floréal an IV ; électeur en l'an VI, membre du Cercle constitutionnel du onzième arrondissement ; il se soustrait à l'arrestation en se cachant, avant d'être autorisé à se retirer à Clermont-Ferrand sous surveillance en l'an XIII[14])
- Claude Chalandon (cordonnier)
- Joseph Chateau (enfermé au fort de Joux)
- Joseph-Hugo Chateauneuf (« père », déporté aux Seychelles)
- Philippe-Valérie-Hugo Chateauneuf (« fils », déporté aux Seychelles, instituteur, devenu aveugle, retiré à l'hôpital de l'Île-de-France en 1807)
- Charles-Auguste Cheval
- Claude-Louis Chevalier
- René-Pierre Choudieu (ex-législateur, il parvient à s'échapper)
- Pierre-Nicolas Chrétien (limonadier installé au 6, rue Neuve, âgé de 33 ans en l'an II ; vainqueur de la Bastille, électeur en 1792, membre du Club des jacobins et de la Société des Défenseurs de la République, juré au tribunal révolutionnaire de mars 1793 au 22 prairial an II, meneur de la section Lepeletier ; dénoncé à la Convention nationale comme partisan de Robespierre le 12 vendémiaire an III ; emprisonné le 17 floréal an III ; abonné au Tribun du peuple, il est décrété d'accusation, lors de la révélation de la conspiration des Égaux, le 19 floréal an IV ; acquitté par contumace le 7 prairial an V ; électeur en l'an VI, son café est le lieu de rassemblement des anciens jacobins ; membre du club du Manège en l'an VII ; arrêté le 5 nivôse an IX, déporté aux Seychelles puis à Anjouan, il se noie au large de la Grande Comore[15])
- Claude Colette (faubourg Saint-Antoine)
- Coquerelle (« rue du Crucifix »)
- Jacques Cordas, dit Bourgeois (brodeur, rue des Écrivains, né à Saint-Lô en 1751 ; membre du comité civil après la journée du 10 août 1792, électeur en 1792, membre du comité révolutionnaire à sa formation en avril 1793, membre du conseil général de la Commune de Paris en mai, commissaire aux accaparements le 5 août, puis administrateur de la police de Paris ; arrêté le 26 germinal an II dans le cadre de l'affaire Lavalette ; libéré le 17 thermidor après une note du 8 du comité révolutionnaire affirmant qu'il est « d'un caractère ferme, patriote, prononcé, exact à son service dans tous les temps » ; arrêté le 5 prairial an III, libéré le 19 fructidor ; arrêté le 2 prairial an IV du fait de son implication dans la conspiration des Égaux, mais acquitté à Vendôme ; arrêté le 3 ventôse an X, déporté à Cayenne où il meurt en 1807[16])
- André Corchant (pompier, déporté aux Seychelles puis à Anjouan, mort à Zanzibar)
- Pierre Cozzette
- Jacques Crépin (ouvrier, déporté malgré une pétition de sa femme, Marguerite-Ursule Gagenreaux, et mort à Cayenne le 8 vendémiaire an XIV[17])
- Pierre Crosnier (« rue des Postes » ; s'étant soustrait, il est remplacé par Jean-Louis Crosnier, demeurant rue Bailleul, dégraisseur, canonnier, membre de l'armée révolutionnaire, déporté à Oléron puis en Guyane, mort à l'hospice de Cayenne le 27 floréal an XII[18])

### D-F
- Pierre-Laurent David (marchand de vins, rue du Théâtre-Français)
- Robert-Guillaume-Antoine Delabarre (entrepreneur de serrurerie, rue de Sèvres, volontaire de la 4e compagnie du bataillon des Prémontés, né à Pont-Audemer, 51 ans en l'an XII, déporté aux Seychelles)
- Jean-Baptiste-Édouard-Joseph Delrue (mort à bord de La Flèche durant la traversée)
- Nicolas-Joseph Derval (Nicolas-Joseph Duval, cordonnier rue des Blancs-Manteaux ; né à La Capelle, âgé de 38 ans en l'an II, canonnier dans la compagnie de sa section en 1793 ; retenu comme patriote par l'agent babouviste du 7e arrondissement lors de la conspiration des Égaux, il est arrêté au début de prairial an IV pour des propos tenus dans un groupe, puis libéré ; il s'installe alors dans la section des Gravilliers, au 9, rue des Vertus ; membre du cercle constitutionnel du 7e arrondissement ; dénoncé le 4 vendémiaire an IX comme ami de Bernard Metge et de Laurent Burloy, son beau-frère, alors qu'il est détenu depuis le 15 fructidor an VIII sous l'accusation de fabrication de faux papiers, mais acquitté et libéré ; arrêté le 19 nivôse, accusé de correspondance avec les « anarchistes » d'Auxerre et de Vermenton, déporté à Cayenne où il meurt en février 1809[8])
- Georges-Laurent Derville (déporté aux Seychelles)
- Hugues Destrem (ex-législateur, déporté sur l'île d'Oléron puis en Guyane, il s'évade)
- Pierre Ducatel (Pierre-Louis Ducatel, compagnon menuisier, 209 rue du Faubourg-Saint-Antoine, 26 ans, membre du cercle constitutionnel en l'an VI, arrêté à la place de son frère Jean-Charles, ex-concierge de La Force, parent de Moneuse[19], libéré le 18 ventôse)
- François Dufour aîné (menuisier, 331, rue Papillon, à la Nouvelle France, marié et père de six enfants, né à Chalamont, âgé de 42 ans en l'an II ; arrêté le 18 pluviôse an III, libéré à une date inconnue ; arrêté le 5 prairial, libéré le 9 fructidor ; abonné au Tribun du peuple, babouviste, en floréal an IV, il colporte l'Éclaireur du peuple ; plusieurs membres de la conspiration des Égaux réunis chez lui sont arrêtés en même temps que lui le 21, acquitté à Vendôme ; arrêté le 29 fructidor an VIII comme le complice de Denis Chapelle dans l'affaire du « complot de l'Opéra »[20] ; déporté aux Seychelles où il meurt le 8 fructidor an X[21])
- Guillaume-Jean Dupont, déporté aux Seychelles,  mort à Anjouan.
- Joseph Dusoussy (gantier-fourreur, 35 ans en l'an IX)
- Paul-Marie-Dominique-Bonaventure Éon (déporté aux Seychelles)
- Claude-Antoine Fiquet
- Claude Flamant
- Fontaine (« quai Pelletier »)
- François Fouryon
- Claude Fournier l'Américain (déporté en Guyane[22])
- Barthélemy Fournière
- Jean-Joseph Fyon

### G-K
- Gabriel (« ouvrier, septembriseur »)
- Jacques Gaillebois-Saint-Amand (« septembriseur », mort en déportation)
- Gilles Gaspard (« septembriseur » né à Vendôme, maçon, quartier du Gros-Caillou, père de trois enfants, déporté aux Seychelles)
- Jean-Baptiste Georget (39 rue de la Calandre, menuisier, transporté à Mahé sur la frégate La Chiffonne, mort à Anjouan)
- Jean-Louis Gerbeaux (rue des Fossés-Bernard, journalier, 45 ans en l'an IX, mort le 26 avril 1802 à Anjouan)
- Giraud (« rue du Vert-Bois »)
- Jean Gosset (déporté aux Seychelles, passé aux Indes, où il meurt)
- Louis Gosset (frère aîné du précédent, déporté aux Seychelles puis à Anjouan, où il meurt)
- Jean-Baptiste Goulard (rue du Faubourg Saint-Jacques, imprimeur à la loterie, 37 ans en 1791[23])
- Bertrand Guillemot (déporté aux Seychelles)
- Gallebois (« septembriseur »)
- Charles de Hesse (général, déporté sur l'île d'Oléron, il est libéré en 1803)
- Humblet (« rue Duval »)
- Jacques-Chrysostome
- Jacquot-Villeneuve (déporté aux Seychelles)
- Étienne Jallabet (déporté aux Seychelles)
- René Jolly ou Joly (« septembriseur », gendarme des tribunaux puis cordonnier, 2, rue des Jardins, âgé de 25 ans en l'an II, né à Paris, frère de Benoït Jolly, militant de la section des Marchés ; lieutenant dans la compagnie des fusiliers révolutionnaires de la section de l'Arsenal ; arrêté en prairial an III comme septembriseur, pour sa participation à l'insurrection du 1er prairial et sous l'accusation de « pillages en février, chez les épiciers » ; acquitté par le tribunal criminel ; arrêté le 11 nivôse an IX, alors qu'il est un militaire réformé pour blessures, de retour d'Italie, où il était lieutenant de la 34e demi-brigade, marié et père de famille ; déporté aux Seychelles puis à Anjouan, il se noie au large de la Grande Comore en l'an XII[24])
- Didier Jourdeuil

### L-M
- Bertrand Lacombe (tailleur âgé de 44 ans en l'an II, né en Dordogne, installé à Paris en 1772, électeur en 1792 ; arrêté le 19 vendémiaire an III, libéré le 5 nivôse ; arrêté de nouveau en prairial, libéré le 19 fructidor, réarmé le 15 vendémiaire an IV ; arrêté avec son fils, Louis Jean Lacombe, étudiant en chirurgie âgé de 18 ans ; libéré avec lui le 6 vendémiaire an V ; électeur en l'an VI ; signalé le 8 frimaire an IX comme un des habitués du café Olivier ; déporté aux Seychelles puis à Anjouan où il meurt le 17 floréal an X[25])
- Jean-Pierre La Géraldy (vitrier, mort à Anjouan)
- Théodore Lamberthé
- Antoine-Jean-Baptiste Laporte (déporté aux Seychelles puis à Anjouan, mort à Zanzibar)
- René-François Lebois (imprimeur, journaliste, 33 ans en l'an XII, déporté en Guyane)
- Pierre Lefebvre
- Pierre-Jean Lefèvre (ex-commandant de la 35e demi-brigade de gendarmerie, 40 ans en l'an IX, né à Paris, demeurant au 18 rue Contrescarpe)
- Jean-Baptiste-Antoine Lefranc (architecte et dessinateur, déporté aux Seychelles puis à Anjouan, de retour en France après un long périple)
- Legros aîné (« septembriseur »)
- Félix Lepeletier (déporté sur l'île de Ré, il est libéré en 1803)
- Louis-Marie-Daniel-François-Victor Lépine
- Julien Leroy, dit Églator (instituteur de la Section des Invalides, rue des Boucheries Saint-Germain ; économe de Bicêtre ; septuagénaire et infirme, déporté aux Seychelles)
- Jean-Nicolas Lesueur
- Jean Leymerie, appelé Louis-Julien Lemmery ou Leymery dans les pièces du dossier (né à Clermont-Ferrand en 1760, installé à Paris en 1779, médecin au Val-de-Grâce, rue Neuve-Saint-Eustache, déporté en Guyane, rentré en France)
- Jean-Pierre Linage (ferblantier, déporté aux Seychelles)
- Christophe Linage (frère aîné du précédent, ferblantier, déporté aux Seychelles)
- Pierre-Jacques Louis, dit Brutus (concierge, rue de Clichy, 26 ans en l'an II, né à Paris ; sapeur dans la compagnie de canonniers de la section Lepeletier détachée à l'armée révolutionnaire, il sert à Lyon, puis Marseille, où Barras et Fréron le nomment président de la commission militaire ; arrêté le 14 germinal an III, libéré le 26 fructidor ; décrété d'arrestation lors de la découverte de la conspiration des Égaux, à laquelle il échappe grâce à Barras, qui l'emploie comme secrétaire ; nommé plus tard garde-magasin des hôpitaux militaires ; arrêté le 3 thermidor an X, déporté à Oléron puis à Cayenne, mort en mer d'après une lettre du 9 septembre 1812[26])
- Joseph Maignan (déporté aux Seychelles, mort à Anjouan)
- Jean Mamin (ancien soldat, rentier, né à Bordeaux en 1764, logé place de l'Égalité ; commissaire de la Commune de Paris pour la recherche d'armes et de chevaux dans la région parisienne ; dénoncé en avril et juin 1793 comme agitateur ; employé par Tallien et Ysabeau à Bordeaux à la fin de 1793 ; arrêté le 19 vendémiaire an III comme septembriseur mais acquitté par le tribunal criminel de la Seine ; dénoncé à plusieurs reprises comme ennemi du gouvernement ; déporté aux Seychelles, mort à Anjouan le 15 floréal an X[27])
- Jean-François-Julien Marcellin (commissaire civil de l'armée révolutionnaire, juge de paix dans la section des Invalides en l'an VI, marchand)
- Guillaume-Simon Marchand (« orateur du Manège » ; né à Paris le 16 avril 1768, ancien dragon, employé des Postes, membre du Club des jacobins et des Cordeliers, membre du comité de salut public du département de Paris, envoyé en mission dans l'Oise et en Seine-et-Oise, puis dans le Nord ; juge au tribunal du 1er arrondissement ; arrêté le 15 thermidor an II, libéré le 5 vendémiaire an III, arrêté à nouveau le 12, amnistié en brumaire an IV ; membre du club du Panthéon, babouviste, décrété d'arrestation le 19 floréal an IV, mais pas arrêté ; membre du club du Manège en l'an VII et employé au ministère de la Guerre ; demeurant 40 rue du Faubourg-Montmartre (au 3e au fond de la cour), section du Mont-Blanc, il doit être déporté à Rochefort en l'an IX, mais il est finalement mis en surveillance dans sa commune ; alors qu'il doit être déporté aux Seychelles, il s'enfuit, pour ne reparaître qu'en 1804 ; envoyé en Normandie sous surveillance sous l'Empire[28])
- Ambroise Marconnet (ex-concierge de prison arrêté après le 9-Thermidor, marchand de tabac et de peaux de lapins, déporté aux Seychelles puis à Anjouan, où il meurt le 15 floréal an X[29])
- Michel Marlet (« septembriseur »)
- André-Toussaint Marquezy (de Toulon, ex-législateur, il parvient à s'échapper)
- René-François Marseau (déporté à l'île de Ré, non embarqué)
- Guillaume-Gilles-Anne Massard (employé, 41 ans en l'an II, né à Montfort, officier de Terre de 1770 à 1777 puis volontaire dans la marine, adjudant dans l'armée de terre, avant de devenir employé de l'administration forestière ; arrivé à Paris le 8 août 1793, membre du Club des jacobins de Brest puis de Paris jusqu'à sa fermeture le 19 brumaire an III ; arrêté, interrogé le 28 ventôse an III, libéré le 21 floréal ; abonné au Tribun du peuple, membre du comité militaire de la conspiration des Égaux, acquitté à Vendôme ; membre du cercle constitutionnel du faubourg Antoine en l'an VI, chargé de mission en Vendée par le ministre Sotin, sous le nom de Legrand ; arrêté le 10 fructidor an VIII pour propos tenus chez le chanteur Châteauneuf ; déporté aux Seychelles ; on le retrouve en 1809 sur l'Île-de-France, où il exerce la profession d'instituteur[28])
- Claude Ménessier (né en 1757, marchand de faïences demeurant 2, rue Saint-Joseph, membre de la Commune du 10 août, administrateur de Police de la Commune, agent de la conspiration des Égaux pour le troisième arrondissement de Paris, installé en 1813 jardinier-fleuriste dans le faubourg Saint-Antoine)
- Pierre Métivier
- Étienne Michel (« du 6e arrondissement » ; Étienne-Louis Michel selon les notes de la police, Jean-Baptiste Charlier-Michel selon ses déclarations ; né dans la banlieue de Cluny en 1763, parfumeur et fabricant de rouge végétal, demeurant 3 rue Michel-Lecomte, membre du Conseil général de la Commune de Paris pour la section de la Réunion, ancien administrateur de police, incarcéré au fort de Joux puis ramené à Paris au Temple, il est embarqué pour Cayenne le 10 ventôse an XII, mais s'en évade à la fin de la même année)
- Sulpice Michel
- François Millières (François Millier, Millière ou Minières, âgé de 36 ans en 1792, établi coiffeur ou mercier rue du Cherche-Midi, né à Vesoul, membre de la Commune de Paris, déporté aux Seychelles en ventôse an X, mort à Anjouan le 20 floréal an X[30])
- Louis Moneuse (marchand de vin, ex-officier municipal de Paris, déporté aux Seychelles)
- Louis Moreau (ébéniste, déporté aux Seychelles)
- Mulot (faubourg Saint-Martin)

### N-S
- François Nicolas
- Jean-Joseph-Nicolas Niquille (né à Fribourg, 59 ans en 1808, à Paris depuis 1759, rentier, ex-agent de la Commune de Paris, officier de paix en l'an II, déporté aux Seychelles)
- Charles Pachon (marchand fripier, 49 ans en l'an IX, mort à Anjouan)
- Nicolas Pâris (compagnon cordonnier né à Nancy, âgé de 32 ans en 1793, marié, deux enfants, installé au 393, rue Neuve Guillemin ; arrêté le 5 prairial an III pour sa participation aux troubles des journées précédentes et comme septembriseur ; acquitté par le tribunal criminel ; déporté, mort à Anjouan le 8 floréal an X[31])
- François Perrault
- Pierre-Athanase Pepin-Desgrouettes[32] (déporté aux Seychelles)
- Jean-Gratien-Alexandre Petit-Mamin (rentier natif de Bordeaux demeurant à Paris, place de l'Égalité, section des Tuileries[33], déporté aux Seychelles)
- Jean-Baptiste Pradel (né en 1758 à Vic-sur-Cère, marchand épicier-étapier à Aurillac, venu à Paris en l'an IX pour obtenir le remboursement de sommes dues par l'État, installé depuis le 1er vendémiaire an IX à l'hôtel de Bourgogne, rue du Montceau-Gervais ; déporté, malgré les demandes de son épouse, aux Seychelles[34])
- Gabriel-Antoine Prévost (« septembriseur », huissier, 55 ans en 1805, déporté aux Seychelles)
- Joseph Quinon (« septembriseur », ouvrier-boulanger, 46 ans en l'an XII, déporté aux Seychelles, où il fait souche, laissant une descendance)
- Claude-Marie Richardet (né à Lyon, 31 ans en l'an IX, limonadier, rue du Bacq, déporté aux Seychelles)
- Pierre Richon (déporté aux Seychelles, mort le jour de son débarquement après deux mois de maladie)
- Rivière (rue des Prêtres-Saint-Paul)
- Jean Antoine Rossignol (« général de l'armée révolutionnaire », déporté aux Seychelles puis à Anjouan, où il meurt)
- Robert Rousselle
- Jean Saulnier
- Charles Saulnois (déporté aux Seychelles puis à Anjouan, de retour en France après un long périple)
- Nicolas-François Serpolet, dit Lyonnais (fabricant de bas, déporté aux Seychelles puis à Anjouan, où il meurt)
- Jacques-Marie Simon
- Nicolas Souillier, déporté aux Seychelles puis à Anjouan, où il meurt

### T-V
- Jacques Taillefer[35] (marchand de vin à Paris, 35, rue Marceau, né à Thérondels, âgé de 38 ans en l'an IX ; mort à Anjouan le 24 floréal an X[36])
- Michel-Louis Talot (ex-législateur, déporté sur l'île d'Oléron, il est libéré en 1801)
- Sébastien-Hubert Thiébault (l'individu arrêté s'appelle René-Louis Thibault, 46 ans en l'an XII, coiffeur de femmes ou perruquier, demeurant 17 rue Saint-Honoré, né à Saint-Symphorien, arrêté le 1er germinal an III au jardin Égalité pour propos sur « l'état-major de Fréron », libéré le 27 vendémiaire an IV, abonné au Tribun du peuple, arrêté le 16 brumaire an IX, âgé de 38 ans ; devenu fou lors du trajet vers Oléron, il est laissé à l'hôpital de Blois ; rétabli, il est à Oléron en l'an XI)
- Thirion (« faubourg Saint-Antoine » ; Firmin-Simon Thirion, menuisier en bâtiments, marchand limonadier, 43 ans en l'an IX, né à Thiaucourt ; déporté aux Seychelles puis à Anjouan, où il meurt le 30 floréal an X ; le certificat de son décès est envoyé à sa veuve le 17 prairial an XI)
- Claude Tirot (46 ans en l'an IX, rentier ; ancien valet de chambre, 289 rue du Cherche-Midi, né à Sens (Cher), membre du comité civil et du comité de surveillance, il prête serment comme commissaire de sa section à la Commune insurrectionnelle le 9-Thermidor et est arrêté six jours après, libéré le 13 frimaire an III[37]. Arrêté à la suite de l'attentat du 3 nivôse an IX contre Bonaparte, est déporté aux Seychelles, puis à Anjouan, où il meurt le 28 floréal an X, victime d'une épidémie.
- Eustache-Louis-Joseph Toulotte
- Jean-Nicolas-Paul Tréhant (ouvrier imprimeur, rue de la Friperie, il fait l'objet d'une dénonciation des ouvriers de l'imprimerie du Bulletin des lois, où il a été introduit en qualité de compositeur par Jean-Baptiste Fleuriot-Lescot et Martial Joseph Armand Herman, transmise le 14 thermidor an II au Comité de sûreté générale ; membre du comité révolutionnaire de la section des Marchés ; dénoncé en ventôse an III comme terroriste ; arrêté le 5 prairial, sous l'accusation, en particulier, d'avoir fait imprimer et colporter le projet d'insurrection de prairial, il est renvoyé le 29 fructidor devant l'officier de police de son arrondissement ; membre du cercle constitutionnel du 4e arrondissement ; arrêté le 19 nivôse an IX, déporté aux Seychelles, d'où il s'évade entre l'an X et l'an XII[38])
- Jean-Martin Vacray (déporté aux Seychelles)
- Jean-Baptiste Vanneck (déporté aux Seychelles puis à Anjouan. Mort à Zanzibar)
- René Vatar (publiciste et imprimeur, déporté à Cayenne, où il s'établit comme négociant)
- Pierre Vauversin (commis au magasin des subsistances, secrétaire de la société populaire dite Jean-Jacques Rousseau, fondée après le 9-Thermidor, déporté aux Seychelles puis à Anjouan[39])
- Jean-Louis-Marie Villain d'Aubigny (ex-adjoint du ministre de la Guerre, déporté sur l'île d'Oléron puis en Guyane, où il meurt)
- Agricola-Louis Vitra (cordonnier né à Avignon, installé à Paris en 1786 ; arrêté le 18 floréal an II pour une affaire concernant des certificats de civisme, libéré deux jours plus tard ; arrêté en pluviôse an III sous l'accusation de prévarication dans ses fonctions ; arrêté le 14 vendémiaire an IX, au moment de l'affaire Metge, et relaxé faute de preuves ; arrêté le 5 nivôse et déporté aux Seychelles[40])

## Pour aller plus loin